# Andy Davidson
Andy Davidson – brytyjski programista i projektant gier komputerowych, związany ze studiem Team17.

## Życiorys
Zaczął swoją karierę jako programista dema Total Wormage, które w wieku 21 lat zaprezentował na brytyjskich targach European Consumer Trade Show w 1994 roku, w ramach konkursu branżowego zorganizowanego przez pismo „Amiga Format”. Choć nie wygrał konkursu, jego demo zwróciło uwagę studia Team17, które zaoferowało mu stworzenie pełnoprawnej gry. W odróżnieniu od wcześniejszych produkcji studia, nowa gra miała powstać nie tylko na dotychczasowe komputery Amiga, ale też na wszelkie inne platformy sprzętowe.
Worms (1995), pierwsza komercyjna gra Davidsona, to strategiczna gra turowa z elementami zręcznościowymi, w której gracze sterują zwalczającymi się drużynami dżdżownic, używając do tego celu wielu rodzajów broni – od bazooki, przez tradycyjną broń palną, po fantastyczną broń wybuchową pokroju bomby bananowej. Gra zaprogramowana przez Davidsona stała się wielkim sukcesem komercyjnym, ale również fenomenem kluczowym dla kultury gier komputerowych; obsługa trybu gry wieloosobowej uczyniła z Wormsów popularną grę imprezową. W obliczu sukcesu Wormsów Davidson opracował dodatek Worms: Reinforcements (1995), a dwa lata później wydał na Amigę grę Worms: The Director's Cut (1997), zawierającą szereg nowości, w tym rodzaje broni takie jak Święty Granat Ręczny i szaloną krowę (aluzja do ówczesnej choroby szalonych krów w Wielkiej Brytanii). W międzyczasie kierował pracami nad Worms 2 (1996), odświeżoną wizualnie wersją pierwowzoru, która oprócz nowych rodzajów broni wprowadziła rozgrywkę przez Internet.
W 1999 Davidson zakończył swoją współpracę z Team17 grą Worms: Armageddon, zawierającą 33 misje w trybie dla jednego gracza, misje treningowe oraz kolejne rodzaje broni. Pierwotnie Davidson planował, że Armageddon będzie dodatkiem do Wormsów 2, ale ostatecznie uznał, że gra może zostać wydana jako samodzielny produkt. Ze względu na sprzeczki z szefostwem Team17, dotyczące planowanej daty wydania Armageddonu, Davidson zakończył współpracę ze studiem i założył bar w Bournemouth. Później Team17 projektowało kolejne gry z franczyzy Worms, lecz to Armageddon cieszył się najdłuższym zainteresowaniem graczy – do tego stopnia, że jego aktualizacje pojawiały się nawet dwie dekady po premierze.
Davidson powrócił czasowo do Team17, by współpracować przy powstawaniu gry Worms: Revolution (2012). Revolution wprowadziła nową mechanikę, np. podział członków drużyny na specjalizacje i podatność części obiektów świata przedstawionego na prawa fizyki. W międzyczasie w 2011 objął posadę dyrektora finansowego studia Lucid Games, odpowiedzialnego za gry zręcznościowe.